# Атака (вестник, 1932)
„Атака“ с подзаглавие Боен орган на националсоциалистите е български вестник, излизал в периода 1932 – 1934 година в Царство България, както следва: през 1932 г. (год. 1) броеве 1 – 12; през 1933 – 1934 г. (год. 2) – броеве 31 – 60.
Вестникът започва да излиза на 21 март 1932 г. Програмната статия на вестника, озаглавена „Нашата атака“, е написана от М. Димитров. Тя се застъпва за националсоциалистически възгледи в полза на българския национален интерес и обявява за свои основни опоненти разните движения за интернационали, федерации и конференции, които са противници на българщината и прикритие за различни панполитики. След учредяването на Националсоциалистическата българска работническа партия, вестник „Атака“ става неин официален печатен орган. След Деветнадесетомайския преврат през 1934 година, НСБРП и вестник „Атака“ са закрити, а имуществото им е конфискувано в полза на държавата.